# Tour Devon Energy
La tour Devon Energy est un gratte-ciel de bureaux comptant 52 étages située à Oklahoma City, aux États-Unis. Sa hauteur est de 259 m. Sa construction a été achevée en octobre 2012.